# ایشتوان سوندی
ایشتوان سوندی (انگلیسی: István Szondy; ۲۹ دسامبر ۱۹۲۵ – ۳۱ مهٔ ۲۰۱۷) ورزشکار پنج‌گانه مدرن اهل مجارستان بود.
وی در مسابقات کشوری و بین‌المللی در مجموع برندهٔ ۳ مدال طلا، ۱ مدال نقره، ۲ مدال برنز شده‌است.